# Amphicoma purpuripennis
Amphicoma purpuripennis är en skalbaggsart som beskrevs av Rudolph Petrovitz 1972. Amphicoma purpuripennis ingår i släktet Amphicoma och familjen Glaphyridae. Inga underarter finns listade i Catalogue of Life.